# Pio Zamuner
Pio Roberto Zamuner (Chiarano, 3 de março de 1935 — São Paulo, 20 de janeiro de 2012) foi um cineasta, ator e roteirista italiano radicado no Brasil em 1951. 
Foi um dos grandes parceiros de trabalho de Amácio Mazzaropi.